# Døkker
En Døkker eller rettere DØKker er en person som har en ha(dat.) eller Cand.Merc(Dat.) uddannelse.
Forkortelsen DØK består af D fra Datalogi, Ø fra Økonomi og K for kombinationsuddannelse.
DØK-studiet er en af de uddannelser man kan erhverve ved Handelshøjskolen i København eller Handelshøjskolen i Århus.
It-projektleder, forandringsleder, it-arkitekt, it-iværksætter, webudvikler eller f.eks. netværksarkitekt, er blot nogle jobmuligheder en DØKker kan besidde.